# Монтеро, Джефферсон
Дже́фферсон Анто́нио Монте́ро Ви́те (исп. Jefferson Antonio Montero Vite; родился 1 сентября 1989 года, Бабаойо, Эквадор) — эквадорский футболист, полузащитник. Игрок национальной сборной. Участник чемпионата мира 2014 года.

## Клубная карьера

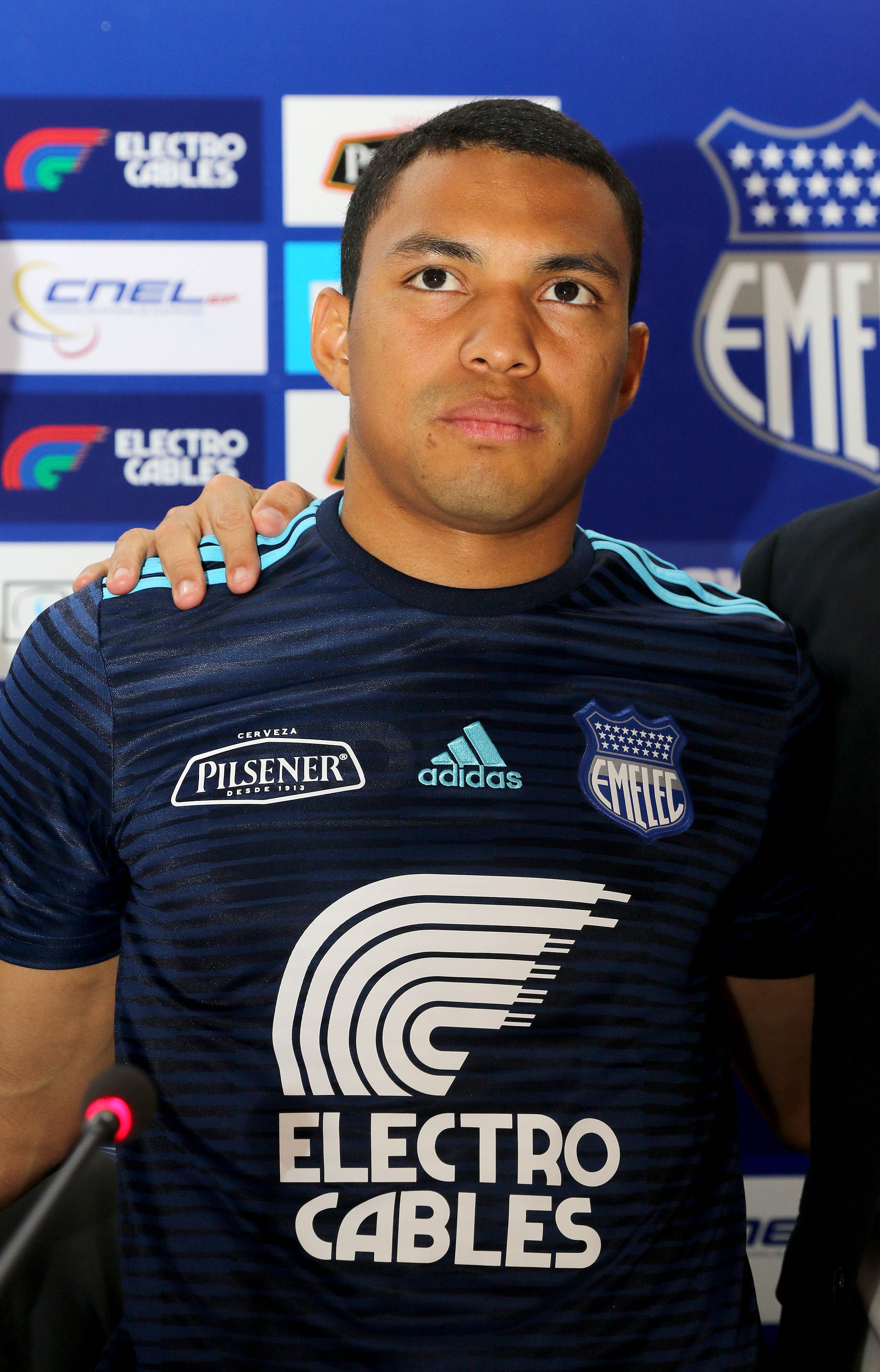
Монтеро на презентации в «Эмелеке»

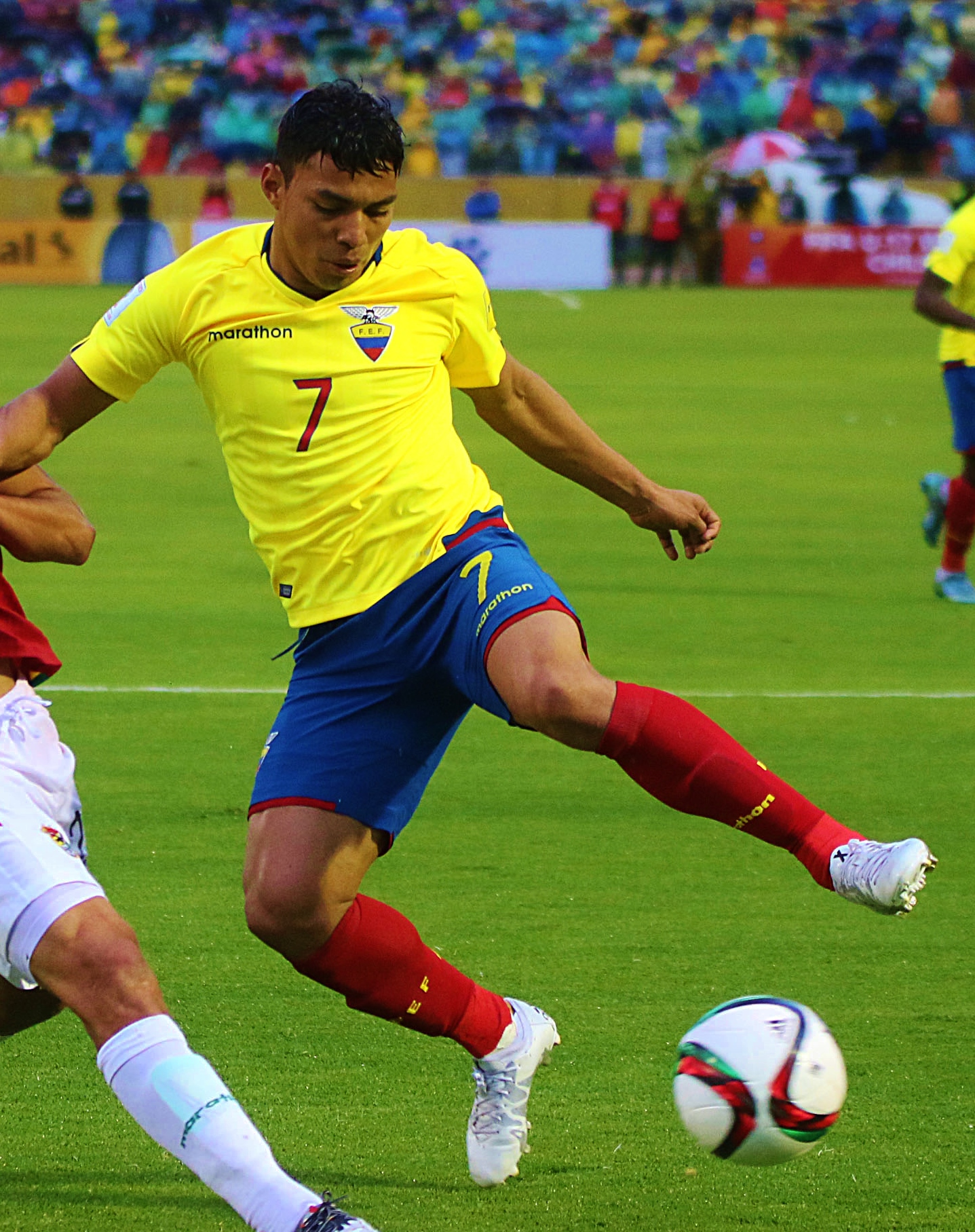
Монтеро в составе сборной Эквадора

Монтеро начал свою карьеру выступая за любительские клубы. В 2007 году в возрасте 17 лет его пригласил «Эмелек». 10 февраля 2007 года в матче против «Эль Насьоналя» он дебютировал в эквадорской Серии А. Несмотря на юный возраст Джефферсон стразу завоевал место в основе. В январе 2008 года он перешёл в «Индепендьенте дель Валье». В начале Джефферсон немного поиграл в мексиканском «Дорадос де Синалоа», но не смог пробиться с ним в Лигу MX и вернулся. В «Индепендьенте» Монтеро быстро стал футболистом основы.
Летом 2009 года Джефферсон перешёл в испанский «Вильярреал». Сумма трансфера составила 500 тыс. евро. В первом сезоне он выступал за резервную команду клуба. Монтеро провёл весь сезон в основе и забил 10 голов в 32 матчах Сегунды. Благодаря удачной игре в новом сезоне Монтеро был включен в заявку первой команды, в качестве замены Роберу Пиресу. 29 августа 2010 года в матче против «Реал Сосьедад» он дебютировал в Ла Лиге, выйдя на замену вместо Кани. 7 ноября в поединке против «Атлетика» Монтеро забил свой первый гол.
В начале 2011 года из-за высокой конкуренции Джефферсон перешёл в «Леванте» на правах аренды. 13 февраля в матче против «Альмерии» он дебютировал за новый клуб. В новой команде Монтеро также не часто проходил в основу поэтому летом того же года на правах аренды перешёл в «Бетис». 27 августа в матче против «Гранады» он дебютировал за новый клуб. 10 марта 2012 года в поединке против мадридского «Реала» Джефферсон забил свой первый гол. В «Бетисе» Монтеро был основным футболистом. По окончании срока аренды Монтеро вернулся в «Вильяреал», но его клуб вылетел в Сегунду и Джефферсон выразил желание сменить команду.
Летом 2012 года он перешёл в «Монаркас Морелия». Сумма трансфера составила 3,5 млн евро. Монтеро подписал с «персиками» контракт на три года. 22 июля в матче против «Крус Асуль» он дебютировал в мексиканской Примере. 5 октября в поединке против «Хагуарес Чьяпас» Монтеро забил свой первый гол за новую команду. В 2013 года в составе клуба Джефферсон завоевал Кубок Мексики.
Летом 2014 года Монтеро перешёл в валлийский «Суонси Сити», подписав контракт на 4 года. Сумма трансфера составила 5 млн евро. 16 августа в матче против «Манчестер Юнайтед» он дебютировал в английской Премьер-лиге, заменив во втором тайме Натана Дайера. 2 мая 2015 года в поединке против «Сток Сити» Джефферсон забил свой первый гол за «лебедей». Летом 2017 года Монтеро на правах аренды перешёл в «Хетафе». 21 сентября в матче против «Сельты» он дебютировал за новую команду. В начале 2018 года Монтеро на правах аренды вернулся в родной «Эмелек».

## Международная карьера
С 2007 года Монтеро в составе молодёжной сборную Эквадора выступал на Панамериканских играх и впервые в истории Эквадора завоевал золотые медали. В августе того же года в товарищеском матче против сборной Боливии Джефферсон дебютировал за сборную Эквадора. 27 мая 2009 года во встрече против сборной Сальвадора забил свой первый гол за национальную команду.
В 2014 году Джефферсон попал в заявку сборной на участие в Чемпионате мира в Бразилии. На турнире он сыграл в матчах против сборных Швейцарии, Гондураса и Франции.
Летом 2015 года Монтеро принял участие в Кубке Америки в Чили. На турнире он сыграл в матчах против сборных Чили, Боливии и Мексики.
В 2016 году Монтеро во второй раз принял участие в Кубке Америки в США. На турнире он сыграл в матчах против команд Бразилии, Перу, Гаити и США.

### Голы за сборную Эквадора
| #   | Дата            | Место                                   | Противник  | Результат | Счёт | Соревнование                     |
| --- | --------------- | --------------------------------------- | ---------- | --------- | ---- | -------------------------------- |
| 01. | 27 мая 2009     | Мемориал Колизей, Лос-Анджелес, США     | Сальвадор  | 0:1       | 3:1  | Товарищеский матч                |
| 02. | 7 июня 2009     | Монументаль, Лима, Перу                 | Перу       | 0:1       | 1:2  | Чемпионат мира 2010 квалификация |
| 03. | 15 августа 2012 | Сити-филд, Нью-Йорк, США                | Чили       | 0:3       | 0:3  | Товарищеский матч                |
| 04. | 21 марта 2013   | Атауальпа, Кито, Эквадор                | Сальвадор  | 4:0       | 5:0  | Товарищеский матч                |
| 05. | 26 марта 2013   | Атауальпа, Кито, Эквадор                | Парагвай   | 4:1       | 2:1  | Чемпионат мира 2014 квалификация |
| 06. | 26 марта 2013   | Атауальпа, Кито, Эквадор                | Парагвай   | 4:1       | 4:1  | Чемпионат мира 2014 квалификация |
| 07. | 11 октября 2013 | Атауальпа, Кито, Эквадор                | Уругвай    | 1:0       | 1:0  | Чемпионат мира 2014 квалификация |
| 08. | 17 мая 2014     | Амстердам Арена, Амстердам, Нидерланды  | Нидерланды | 1:0       | 1:1  | Товарищеский матч                |
| 09. | 6 июня 2015     | Джордж Кэпвелл, Гуаякиль, Эквадор       | Панама     | 4:0       | 4:0  | Товарищеский матч                |
| 10. | 17 ноября 2015  | Полидепортиво, Сьюдад-Гуаяна, Венесуэла | Венесуэла  | 2:0       | 3:1  | Чемпионат мира 2018 квалификация |

## Достижения
«Монаркас Морелия»
- Обладатель Кубка Мексики: 2013 (Апертура)

Эквадор (до 20)
- Победитель Панамериканских игр: 2007